# Região Metropolitana Carbonífera
A Região Metropolitana Carbonífera é uma região metropolitana brasileira. Criada pela lei complementar estadual 221 de 2002, foi extinta pela em 2007 pela lei complementar estadual nº 381 e reinstituída pela lei complementar estadual n° 495 de 2010. Reúne sete municípios do estado de Santa Catarina em intenso processo de conurbação, sendo que somados os vinte municípios da denominada área de Expansão da Região Carbonífera, totalizam 27 municípios. Pode-se destacar que a Região como um todo coincide com a Microrregião de Criciúma, definida pela divisão realizada pelo IBGE. O termo refere-se à extensão da sede Criciúma, formando com seus municípios lindeiros uma mancha urbana contínua. Formada por uma população de quase 600 mil habitantes, é um importante pólo econômico do Estado de Santa Catarina. Grandes indústrias, de renome nacional, têm como sede essa região.
Devido à intensa exploração do carvão mineral durante todo o século XX, é uma região castigada pelo desgaste do solo, poluição atmosférica e quase totalidade dos rios contaminados e impróprios para qualquer tipo de consumo. No entanto, projetos ambientais e grandes obras que estão sendo feitas na região, como a duplicação da BR-101, a construção do Centro de Eventos de Criciúma e a Barragem do Rio São Bento garantem a melhoria contínua dos padrões econômicos, sociais e ecológicos dos municípios.

## Demografia e indicadores
| Município                        | População (est. 2024) | Área (km²)           | Densidade dem. (hab/km²) | Produto Interno Bruto (PIB)(2021) | PIB per capita       |
| Núcleo metropolitano             | Núcleo metropolitano  | Núcleo metropolitano | Núcleo metropolitano     | Núcleo metropolitano              | Núcleo metropolitano |
| -------------------------------- | --------------------- | -------------------- | ------------------------ | --------------------------------- | -------------------- |
| Criciúma                         | 225.281               | 234,865              | 913,26                   | R$10,06 bilhões                   | R$45 mil             |
| Içara                            | 62.455                | 292,779              | 178,58                   | R$3,5 bilhões                     | R$60,6 mil           |
| Forquilhinha                     | 33.929                | 181,915              | 135,74                   | R$1,2 bilhões                     | R$44,3 mil           |
| Morro da Fumaça                  | 19.265                | 82,935               | 205,61                   | R$922 milhões                     | R$50,9 mil           |
| Cocal do Sul                     | 17.972                | 71,21                | 224,81                   | R$885 milhões                     | R$52,1 mil           |
| Siderópolis                      | 14.087                | 262,707              | 51,74                    | R$679,4 milhões                   | R$47,9 mil           |
| Nova Veneza                      | 13.968                | 293,557              | 48,66                    | R$1 bilhão                        | R$69,2 mil           |
| Total do Núcleo Metropolitano    | 386.957               | 1420,73              | 241,13                   |                                   |                      |
| Área de expansão                 |                       |                      |                          |                                   |                      |
| Araranguá                        | 75.597                | 303,799              | 214,25                   | R$2,3 bilhões                     | R$34,3 mil           |
| Balneário Arroio do Silva        | 17.215                | 93,819               | 119,89                   | R$221,8 milhões                   | R$16 mil             |
| Balneário Gaivota                | 17.306                | 147,71               | 64,66                    | R$216,9 milhões                   | R$18,8 mil           |
| Balneário Rincão                 | 17.226                | 57,88                | 204,28                   | R$294,6 milhões                   | R$22,4 mil           |
| Ermo                             | 2.349                 | 63,868               | 32,55                    | R$176,5 milhões                   | R$85,7 mil           |
| Jacinto Machado                  | 10.813                | 428,65               | 24,83                    | R$529,7 milhões                   | R$51,2 mil           |
| Lauro Müller                     | 14.622                | 270,508              | 55,15                    | R$418,7 milhões                   | R$27,2 mil           |
| Maracajá                         | 8.213                 | 63,401               | 108,41                   | R$529,7 milhões                   | R$36,5 mil           |
| Meleiro                          | 7.127                 | 186,618              | 37,92                    | R$340,3 milhões                   | R$48,6 mil           |
| Morro Grande                     | 3.085                 | 256,468              | 11,40                    | R$145,1 milhões                   | R$50,3 mil           |
| Passo de Torres                  | 14.284                | 95,054               | 80,81                    | R$237,2 milhões                   | R$25,6 mil           |
| Praia Grande                     | 8.602                 | 278,576              | 26,47                    | R$223,2 milhões                   | R$30,5 mil           |
| Santa Rosa do Sul                | 10.288                | 151,44               | 54,71                    | R$199 milhões                     | R$23,7 mil           |
| São João do Sul                  | 9.126                 | 182,7                | 39,44                    | R$282,8 milhões                   | R$38,5 mil           |
| Sombrio                          | 31.397                | 142,745              | 200,28                   | R$910,2 milhões                   | R$29,2 mil           |
| Timbé do Sul                     | 5.495                 | 333,426              | 16,15                    | R$154,8 milhões                   | R$29 mil             |
| Treviso                          | 3.895                 | 157,667              | 23,76                    | R$232,2 milhões                   | R$58 mil             |
| Turvo                            | 13.492                | 233,941              | 53,23                    | R$737,8 milhões                   | R$56,4 mil           |
| Urussanga                        | 21.395                | 240,476              | 86,97                    | R$1 bilhão                        | R$50,7 mil           |
| Total da Área de Expansão        | 291.527               | 3688,74              | 66,11                    |                                   |                      |
| Total Geral Região Metropolitana | 678.484               | 5109,47              | 114,78                   |                                   |                      |

## Municípios
| Núcleo metropolitano           | Núcleo metropolitano  |
| Município                      | Anexado em            |
| ------------------------------ | --------------------- |
| Cocal do Sul                   | 9 de janeiro de 2002  |
| Criciúma                       | 9 de janeiro de 2002  |
| Forquilhinha                   | 9 de janeiro de 2002  |
| Içara                          | 9 de janeiro de 2002  |
| Morro da Fumaça                | 9 de janeiro de 2002  |
| Nova Veneza                    | 9 de janeiro de 2002  |
| Siderópolis                    | 9 de janeiro de 2002  |
| Área de expansão metropolitana |                       |
| Município                      | Anexado em            |
| Araranguá                      | 26 de janeiro de 2010 |
| Balneário Arroio do Silva      | 26 de janeiro de 2010 |
| Balneário Gaivota              | 26 de janeiro de 2010 |
| Balneário Rincão               | 26 de janeiro de 2010 |
| Ermo                           | 26 de janeiro de 2010 |
| Jacinto Machado                | 26 de janeiro de 2010 |
| Lauro Müller                   | 9 de janeiro de 2002  |
| Maracajá                       | 26 de janeiro de 2010 |
| Meleiro                        | 26 de janeiro de 2010 |
| Morro Grande                   | 26 de janeiro de 2010 |
| Passo de Torres                | 26 de janeiro de 2010 |
| Praia Grande                   | 26 de janeiro de 2010 |
| Santa Rosa do Sul              | 26 de janeiro de 2010 |
| São João do Sul                | 26 de janeiro de 2010 |
| Sombrio                        | 26 de janeiro de 2010 |
| Timbé do Sul                   | 26 de janeiro de 2010 |
| Treviso                        | 9 de janeiro de 2002  |
| Turvo                          | 26 de janeiro de 2010 |
| Urussanga                      | 9 de janeiro de 2002  |